# Xiphos

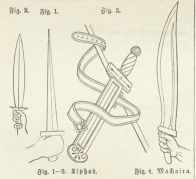
Antika svärd, figur 1-3: Xihphos, figur 4: Makhaira

Xiphos (grekiska: ξίφος) var ett grekiskt enhandssvärd som agerade sekundärt vapen för de grekiska hopliterna under järnåldern.  Svärdet var cirka 65 centimeter långt och användes främst då spjutet (dorun) var oanvändbart eller otillgängligt under strid. Det bars i regel i ett bälte under armen.
De första enhandssvärden av denna modell var tillverkade i brons. Tillverkningen gick sedan över till järn och stål och de flesta fynden av xiphos-svärd är följaktligen järnsvärd.
Också spartanerna utformade svärd av typen xiphos, som till längden var cirka 30 cm.